# 劇団黒テント
劇団黒テント（げきだんくろテント）は、東京都に本拠地を置く日本の劇団。通称「黒テント」。

## 概要
黒いテントで旅公演を行う劇団であったため「黒テント」の名が付いた。唐十郎の「状況劇場」、寺山修司の「天井桟敷」らとともに、60年代後半 - 70年代前半のアングラ演劇ブームを代表する存在であった。

## 略史
- 1968年に、六月劇場（津野海太郎、山元清多ら）、自由劇場（串田和美、佐藤信、斎藤憐ら）、発見の会（瓜生良介ら）が共同で「演劇センター68」を創設。
- 1969年、「発見の会」のメンバーが脱退し、「演劇センター68/69」と改称。
- 1970年から、黒テントによる移動演劇をはじめ、名称を「演劇センター68/70」と改称。
- 1971年、「68/71黒色テント」と改称。
- 現在は「劇団黒テント」が正式名称。

## 主な人物
- 佐藤信（演出家、劇作家）
- 津野海太郎（演出家）
- 斎藤晴彦（俳優）
- 山元清多（演出家、脚本家）
- 加藤直（演出家、脚本家）
- 福原一臣（俳優）
- 服部吉次（俳優）
- 小篠一成（俳優）
- 桐谷夏子（俳優）
- 新井 純（俳優）
- トーゴ・イガワ（俳優）
- 佐伯隆幸